# آقا بی‌لی (آق‌سو)
آقا بی‌لی (به لاتین: Ağabəyli) یک منطقه مسکونی در جمهوری آذربایجان است که در شهرستان آق‌سو واقع شده است. آقا بی‌لی ۵۲۸ نفر جمعیت دارد.